# Chico Buarque

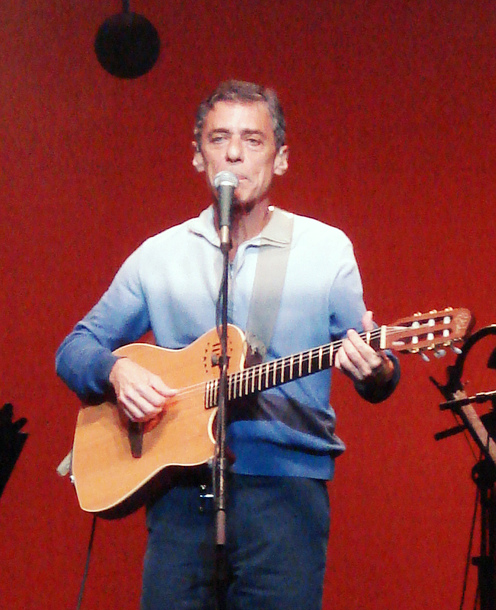
Chico Buarque in Porto Alegre (2007)

Chico Buarque singt im Fernsehen Rio, 1967 (Nationalarchiv von Brasilien)

Tom Jobim und Chico Buarque 1968 beim Festival Internacional da Canção Popular (FIC), 1968.

Zensur des Lieds Mulheres de Atenas durch den »Serviço de Censura de Diversões Públicas« 1976. Dieses Lied von Chico Buarque und Augusto Boal war Teil des Theaterstücks Lisa, a mulher libertadora, eine Adaption der griechischen Komödie Lysistrata aus dem Jahre 411 v. Chr. von Aristophanes. In dem Stück zwingen Frauen ihre Ehemänner, einen Friedensvertrag zwischen den griechischen Stadtstaaten abzuschließen, und solange kein Frieden zustande käme, würden sie sich weigern, Sex mit ihnen zu haben.

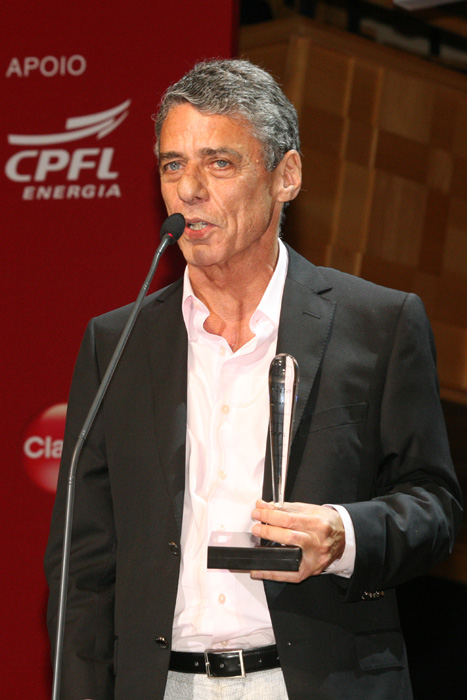
Chico Buarque nimmt den „Prêmio Bravo! de Cultura“ (Grupo Abril) in der Kategorie Literatur für sein Buch „Leite derramado“ entgegen, 2009.

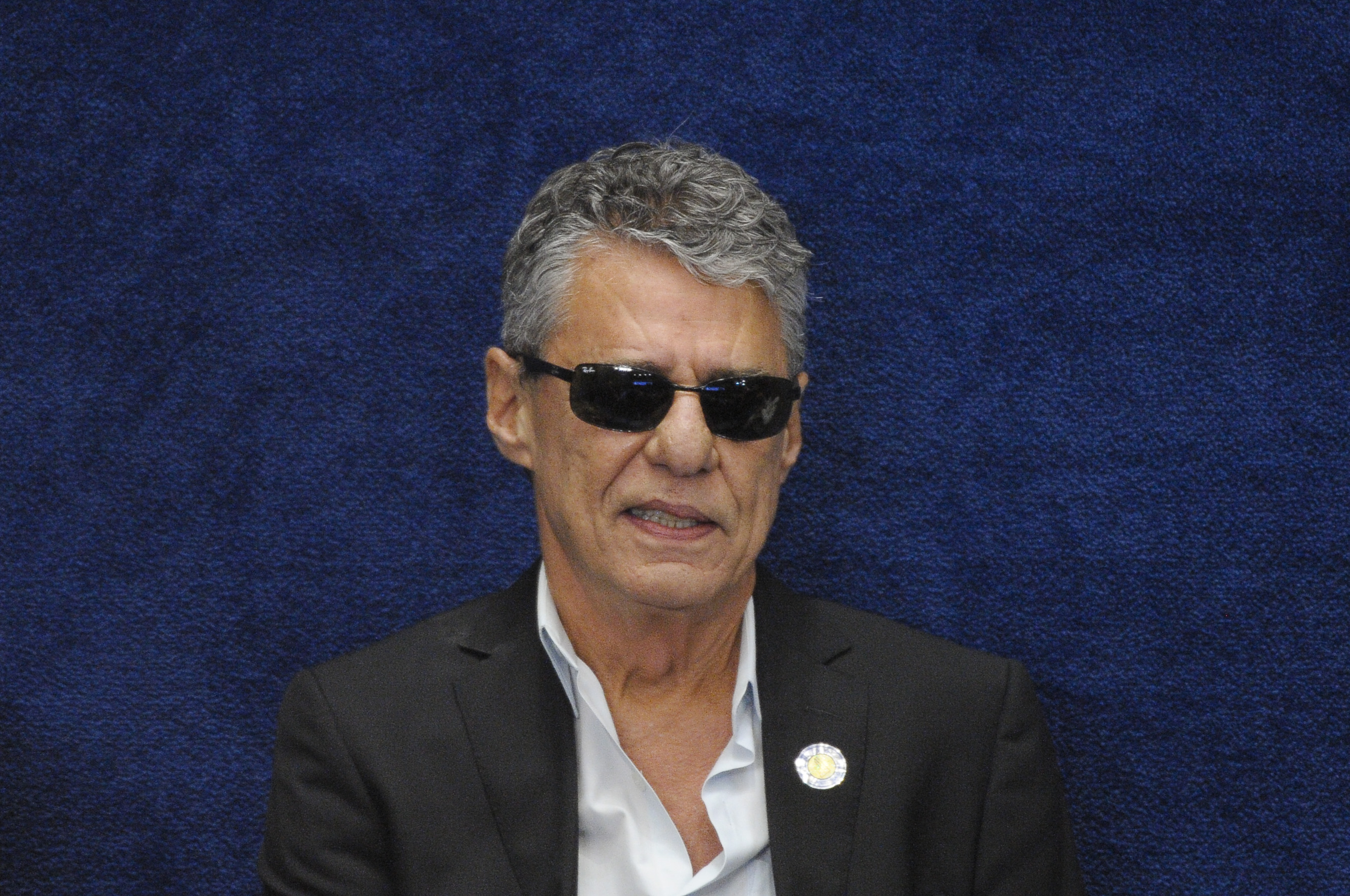
Chico Buarque 2016, in der Zuschauertribüne des Senats während der Sitzung zur Abstimmung über das Urteil zum Amtsenthebungsverfahren (Kalter Putsch) von Dilma Rousseff.

Chico Buarque, eigentlich Francisco Buarque de Hollanda, (* 19. Juni 1944 in Rio de Janeiro) ist ein brasilianischer Musiker, Schriftsteller und Dramatiker. Er war während der Militärdiktatur in Brasilien (1964–1985) ein politischer Akteur im Widerstand. Viele seiner Lieder wurden zu volkstümlichen Hymnen Brasiliens.

## Leben und Werk
Chico Buarque wuchs in einem linksintellektuellen und kulturell interessierten Umfeld auf. Sein Vater war der Historiker und Soziologe Sérgio Buarque de Holanda (1902–1982), einer der führenden Literaturkritiker und Intellektuellen Brasiliens, der 1936 mit dem Essay Die Wurzeln Brasiliens eine Grundschrift zum brasilianischen Selbstverständnis vorlegte. Seine Mutter, Maria Amélia Cesário Alvim (1910–2010), war Malerin und Pianistin und eine der Gründerinnen der Arbeiterpartei Partido dos Trabalhadores (PT). Er war das vierte der sieben Kinder des Ehepaars, seine Geschwister sind: die Sängerin und Komponistin Heloísa (bekannt als Miúcha), Sérgio, Álvaro, Maria do Carmo, Ana de Holanda (von 2011 bis 2013 Kulturministerin im Kabinett Rousseff I) und Cristina (ebenfalls Sängerin und Komponistin). Er ist nicht der Neffe oder Cousin Aurélio Buarque de Holanda Ferreiras, obwohl dies häufig fälschlicherweise behauptet wird.
1946 zog die Familie nach São Paulo, wo sein Vater die Leitung des Museu do Ipiranga übernahm. 1953 wurde der Vater eingeladen, in der Sapienza – Università di Roma zu unterrichten und die Familie zog nach Italien, das Haus wurde von Intellektuellen und Künstlern frequentiert, darunter auch der sozialkritische Diplomat, Komponist und Dichter Vinicius de Moraes. Chico Buarque lernte so Italienisch und Englisch in der Schule und wuchs dreisprachig auf. 1960 kehrte die Familie zurück nach São Paulo und Chico Buarque besuchte das Colégio Santa Cruz in Alto de Pinheiros und studierte zunächst Architektur an der Universidade de São Paulo. Das Haus der Familie war ein wichtiger Treffpunkt für Künstler und Schriftsteller, darunter auch die Freunde seiner Schwester Heloísa (Künstlername Miúcha), wie Vinicius de Moraes, Baden Powell, Tom Jobim, Alaíde Costa, Oscar Castro Neves und João Gilberto, den er nachzuahmen pflegte. Später sagte er, es sei sein Traum, „zu singen wie João Gilberto, zu komponieren wie Tom Jobim und zu dichten wie Vinícius de Moraes“.
Mit neun Jahren schrieb Chico Buarque „Marchinhas de Carnaval“ (Texte für Karnevalsumzüge) und publizierte seine erste Kurzgeschichte mit 18 Jahren. Chico Buarque wurde verglichen mit Noel Rosa (1910–1937) und erklärte sich von Anfang an zum Bewunderer des großen Ismael Silva (1905–1978). Ab 1964 verfasste Chico Buarque regelmäßig Kompositionen und Liedtexte. 1966 gelang ihm mit dem Marsch A Banda der Durchbruch und er galt als einer der wichtigsten Vertreter der Música Popular Brasileira (MPB). Herb Alpert hatte mit einer instrumentalen Version des Lieds 1967 in den USA einen Nummer-eins-Hit. 1966 lernte Chico Buarque die Schauspielerin Marieta Severo kennen, sie heirateten kurze Zeit später und hatten drei Töchter. Das Ehepaar trennte sich Mitte der 90er Jahre.
Während der „Bleiernen Zeit“ der Militärdiktatur (»Anos de chumbo« 1968–1974) nutzte Buarque Samba und Bossa Nova, um Kritik an der Repression zu üben. Mit den Liedern „Cálice“ (komponiert und verboten im März 1973, durfte erst 1978 erscheinen), „Acorda Amor“, „Apesar de Você“ und „Jorge Maravilha“ politisierte er die MPB und balancierte mit der Heiterkeit des Bossa Nova zwischen Zensur und Protestsong. Das Lied „Apesar de Você“ von 1970 entwickelte sich zur Hymne des Widerstands.
Sein 1968 uraufgeführtes Theaterstück Roda Viva, eine anarchische Satire, brachte ihn in Schwierigkeiten mit der Repression. Wie seine Mitmusiker Caetano Veloso und Gilberto Gil, die sich von der Bossa Nova inspirieren ließen und die Anti-Establishment-Bewegung Tropicália ins Leben gerufen hatten, war Chico Buarque 1969 gezwungen, aus Brasilien zu fliehen. Er lebte 18 Monate in Italien im Exil. Veloso und Gil flohen nach London. Bereits 1970 kehrte er nach Brasilien zurück, obwohl die Bedingungen unter der Militärdiktatur sich verschlechtert hatten und offene Kritik nun unmöglich wurde und die Zensur alle Bereiche beherrschte. Unter diesem Eindruck nahm Chico Buarque ein Album auf, das deutlich düsterer war, als seine vier Vorgänger: Construção – eine poetisch verschlüsselte Anklage an die Militärdiktatur. 1974 komponierte er die ikonische Ode an die Nelkenrevolution „Tanto mar“, in Portugal war die salazaristische Diktatur beendet und in Brasilien keimte Hoffnung auf.
Für das satirische Singspiel Ópera do Malandro („Gauneroper“, siehe Malandragem), das von Luís Antônio Martinez Corrêa (1950–1987) im Teatro Ginástico in Rio uraufgeführt wurde, schrieb er 1978 das Libretto und komponierte die Musik. Es war mit Schauspielern von großem Prestige wie Ary Fontoura, Marieta Severo, Maria Alice Vergueiro und Otávio Augusto besetzt und an der Abendkasse ein großer Erfolg. Ópera do Malandro ist eine Adaption zweier Klassiker der Musikgeschichte: der barocken Opernrevolte The Beggar’s Opera (1728) von John Gay und John Christopher Pepusch und Bertolt Brechts und Kurt Weills Dreigroschenoper (1928) – 1979 erschien das berühmte Doppelalbum Ópera do Malandro. In den Jahren 1978 bis 1980 absolvierte Chico Buarque viele Auftritte, um die Arbeiterkämpfe der streikenden Metallarbeiter zu unterstützen, insbesondere in der Region ABC Paulista, dem historischen Zentrum der brasilianischen Automobilindustrie, wo der spätere Präsident Brasiliens, Lula, leitender Gewerkschaftsfunktionär der Region war. Während dieser Zeit vertonte er den Film República dos Assassinos (Republik der Mörder, 1979) von Miguel Faria Jr. und das Stück O rei de Ramos von Dias Gomes.
1985 wurde Ópera do Malandro durch den Filmregisseur Ruy Guerra sehr erfolgreich für das Kino verfilmt, der Soundtrack des Films erschien im selben Jahr mit Interpreten, neben Chico Buarque selbst, wie Ney Matogrosso, Ney Latorraca, Gal Costa, Zizi Possi, Elba Ramalho und Bebel. Viele der für das Ópera do Malandro komponierten Lieder übernahm Chico Buarque in sein Lieder-Repertoire, darunter „Canção Desnaturada“ – ein Lied von großer tragischer Dichte, „O Meu Amor“, „Folhetim“, „Geni e o Zepelim“, „Homenagem ao Malandro“ und „O Malandro“. „O Malandro“ ist „Die Moritat von Mackie Messer“, von Chico Buarque in Samba verwandelt. Später in diesem Jahr veröffentlichte er mit Edu Lobo den Soundtrack zum Theaterstück von Augusto Boal O Corsário do Rei.
Bis zum Ende der Militär-Junta 1984 engagierte er sich im Schutz seiner Popularität für Freiheit und gegen Entrechtung. Und danach engagierte er sich unter anderem für die Bewegung der Landarbeiter ohne Boden (Movimento dos Trabalhadores Rurais Sem Terra), zu deren Unterstützung er 1997 die Lieder für das Projekt Terra des Fotografen Sebastião Salgado komponierte und aufnahm und Portugals Nobelpreisträger José Saramago den Text beitrug.
Er gastierte 1986, 1991 und 1993 am Montreux Jazz Festival. Seine Konzerte in Montreux wurden aufgenommen und reihen sich ein in den Nachlass zum Montreux Jazz Festival. Dieser wurde 2013 als Weltdokumentenerbe der UNESCO registriert.
Im Jahr 2018 spielte er einen Monat lang die Show As caravanas im ausverkauften Vivo-Rio-Theater im Aterro do Flamengo. Im selben Jahr veranstalteten er und eine Reihe anderer Künstler das „Lula-Livre-Festival“ im Stadtteil Lapa, ein politischer Akt zur Unterstützung der Befreiung des im Süden Brasiliens inhaftierten, inzwischen ehemaligen Präsidenten Lula.
Seit Anfang der 1990er-Jahre verfasste Chico Buarque mehrere herausragende Romane: Estorvo (1991, dt. Der Gejagte 1994), Benjamin (1995), Budapeste (2003, dt. 2006) und Leite derramado (2009, dt. Vergossene Milch 2013). Sie wurden alle in mehrere Sprachen übersetzt und die drei Romane Estorvo (Regie: Ruy Guerra), Benjamin (Regie: Monique Gardenberg) und Budapest (Regie: Walter Carvalho) wurden für das Kino adaptiert und verfilmt. Im Jahr 2016 erschien auf Deutsch Mein deutscher Bruder, darin beschäftigte sich Chico Buarque mit einem Familiengeheimnis. Denn bevor sein Vater in Brasilien eine Familie gründete, unterhielt er als junger Journalist in Berlin eine Beziehung zu der Deutschen Anne Ernst – und die bekam von ihm 1930 einen Sohn, den der Vater noch zu adoptieren versuchte: Sergio Günther (1930–1981) – er war in den 1960er- und ‑70er-Jahren Moderator beim staatlichen Rundfunk der DDR. Und sein ferner Halbbruder war zugleich ein Sänger – wie Chico Buarque auf der anderen Seite des Atlantiks.
Chico Buarque gewann zahlreiche Preise, so 2014 den Prêmio da Música Brasileira als bester Sänger (mit Wilson das Neves). Den Prêmio Jabuti de Literatura der Brasilianischen Buchkammer erhielt er dreimal, jeweils für seine Romane Estorvo, Budapeste und Leite Derramado. Im Jahr 2019, wenige Wochen nach Vollendung seines 75. Lebensjahres, erhielt Chico Buarque den Camões-Preis – den renommiertesten Literaturpreis der portugiesischen Sprache, der alljährlich abwechselnd in Portugal und Brasilien vergeben wird. Die Jury in Rio de Janeiro stimmte bei einem Treffen in der Nationalbibliothek in Rio de Janeiro einstimmig für ihn und würdigte das facettenreiche Werk, bestehend aus Liedtexten, Gedichten, Theaterstücken und Romanen. Damit gewann zum ersten Mal ein Musiker den Camões-Preis. Lula gratulierte ihm mit einem Brief aus dem Gefängnis in Curitiba. Chico Buarque und seine Lebensgefährtin Carol Proner, Jura-Professorin an der UFRJ, sandten Lula über Freunde, die ihn besuchten, ein Foto von ihnen beiden zurück, wie sie die Geste des doppelten L für Lula Livre machten. Brasiliens Präsident Jair Bolsonaro deutete unmittelbar nach Bekanntgabe der Jury-Entscheidung an, die Urkunde über die Vergabe des Prêmio Camões nicht unterzeichnen zu wollen, was Chico Buarque als eine zweite Ehrung bezeichnete.

## Ehrungen
- 2019: Prémio Camões[27]

## Ausgewählte Kompositionen
- A Banda
- Apesar de você
- As Vitrines
- Brejo da Cruz
- Bye Bye, Brasil
- Carolina
- Construção
- Cotidiano
- Deus lhe pague
- Ela Desatinou
- Feijoada completa
- Funeral de um Lavrador
- Futuros Amantes
- Homenagem ao Malandro
- Januária
- Meu caro Amigo
- Morena de Angola
- Mulheres de Atenas
- Noite dos Mascarados
- Olhos nos Olhos
- Paratodos
- O que será? (À Flor da Pele)
- O que será? (À Flor da Terra)
- Quem te viu, quem te vê
- Roda Viva
- Sonho de um Carnaval
- Terezinha
- Vai levando
- Vai passar

## Theater
- 1967–1968: Roda Viva
- 1973: Calabar, mit Co-Autor Ruy Guerra
- 1975: Gota d'água
- 1978: Ópera do Malandro (auf der Basis von John Gays und Bertolt Brechts Theaterstücken)

## Kino
- 1972: Quando o carnaval chegar (Co-Autor beim Drehbuch)
- 1983: Para viver um grande amor (Co-Autor beim Drehbuch)
- 1985: Ópera do Malandro
- 2000: Estorvo (basiert auf seinem Theaterstück)
- 2003: Benjamin (basiert auf seinem Buch)

## Bücher
- 1966: A Banda (Buch mit Liedtexten)
- 1974: Fazenda Modelo. Civilização Brasileira, Rio de Janeiro.
- 1979: Chapeuzinho Amarelo (Kinderbuch). Zuerst 1970 erschienen, 1979 neu aufgelegt mit Illustrationen von Ziraldo.
- 1981: A Bordo do Rui Barbosa. Palavra e Imagem, São Paulo.
- 1991: Estorvo. Companhia das Letras, São Paulo, ISBN 85-7164-184-6.
  - Deutsche Ausgabe: Der Gejagte. Roman. Aus dem brasilianischen Portugiesisch von Karin von Schweder-Schreiner. Hanser, München/Wien 1994, ISBN 3-446-17065-0.
- 1995: Benjamim. Companhia das Letras, São Paulo, ISBN 85-7164-502-7.
- 2003: Budapeste. Companhia das Letras, São Paulo, ISBN 85-359-0417-4.
  - Deutsche Ausgabe: Budapest. Roman. Aus dem brasilianischen Portugiesisch von Karin von Schweder-Schreiner. S. Fischer, Frankfurt am Main 2006, ISBN 3-10-046330-7.
- 2009: Leite Derramado. Companhia das Letras, São Paulo, ISBN 978-85-359-1411-5.
  - Deutsche Ausgabe: Vergossene Milch. Roman. Aus dem brasilianischen Portugiesisch von Karin von Schweder-Schreiner. S. Fischer, Frankfurt am Main 2013, ISBN 978-3-10-046331-9.
- 2014: O Irmão Alemão. Companhia das Letras, Rio de Janeiro, ISBN 978-85-359-2515-9.
  - Deutsche Ausgabe: Mein deutscher Bruder. Roman. Aus dem brasilianischen Portugiesisch von Karin von Schweder-Schreiner. S. Fischer, Frankfurt am Main 2016, ISBN 978-3-10-002460-2.
- 2019: Essa Gente. Companhia das Letras, Rio de Janeiro, ISBN 978-85-359-3295-9 (Roman).
- 2021: Anos de chumbo e outros contos. Companhia das Letras, Rio de Janeiro, ISBN 978-65-5921-307-8 (Erzählungen).